# Joan Fuster
Joan Fuster i Ortells (n. 23 noiembrie 1922, Sueca⁠(d), Comunitatea Valenciană, Spania – d. 21 iunie 1992, Sueca⁠(d), Comunitatea Valenciană, Spania) a fost un scriitor spaniol. Este considerat a fi unul din cei mai mari scriitori de limba catalană, lucrările sale contribuind la reînvigorarea stângii politice, naționalismului procatalan din Valencia pe durata tranziției spaniole spre democrație. În scrierea sa politică influentă Nosaltres, els valencians (1962) el a inventat termenul „Països Catalans” (Țările Catalane) cu referire la teritoriile vorbitoare de limbă catalană, pentru care el pretindea independență față de Spania.